# Kastoria

Kastoria (tiếng Hy Lạp: ?) là một khu tự quản ở vùng Tây Makedonías, Hy Lạp. Khu tự quản Kastoria có diện tích 763 km², dân số theo điều tra ngày 18 tháng 3 năm 2001 là 37094 người.